# Angelo Clareno
Angelo Clareno (Cingoli, 1247 — Marsicovetere, 15 de junio de 1337), de nacimiento Pietro da Fossombrone, fue un fraile católico italiano del siglo XIV que fundó y lideró a los Clareni; uno de los grupos de franciscanos espirituales.

## Biografía

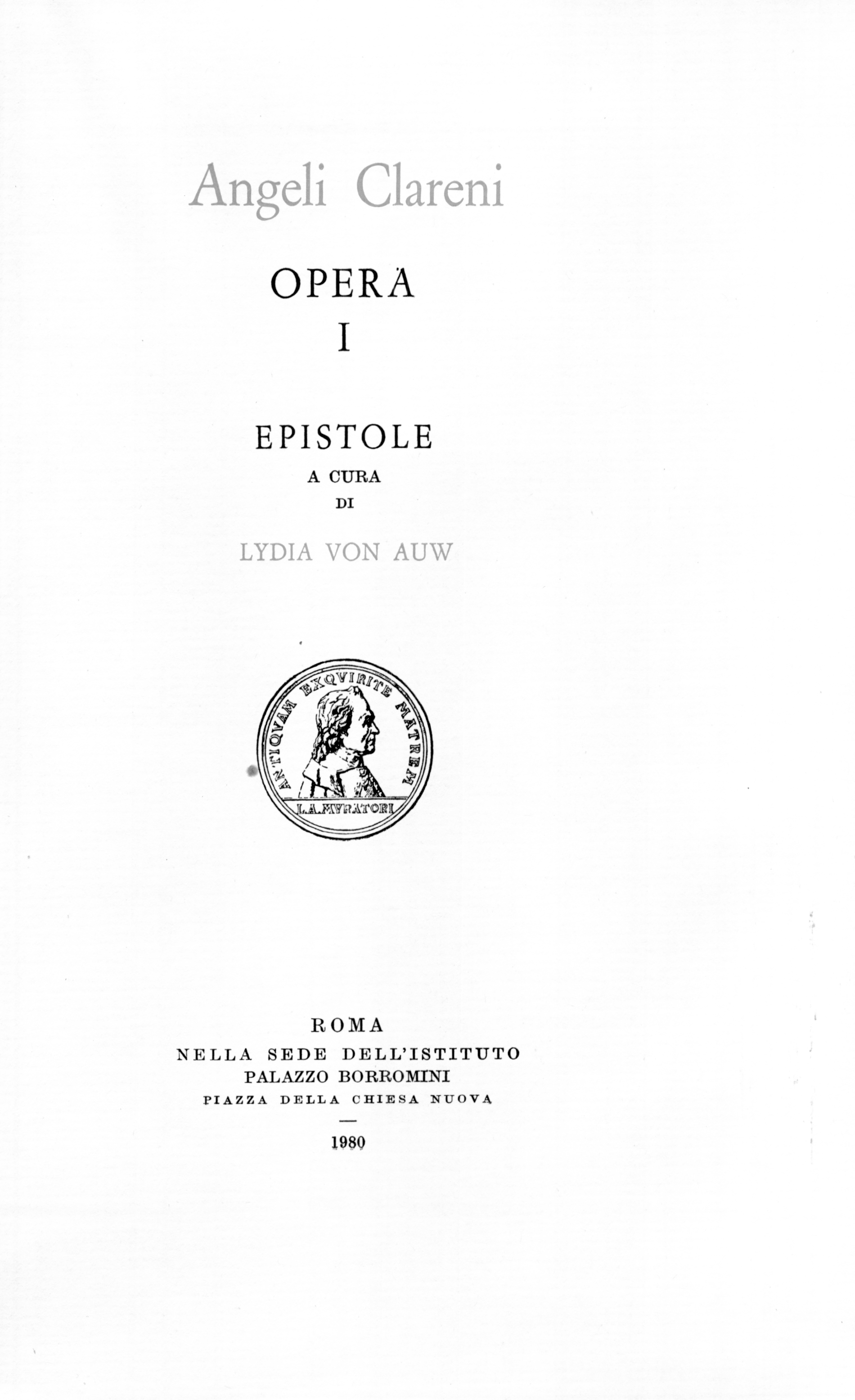
Portada de su Epístola.

Se desconoce su fecha de nacimiento exacta y el año de su ingreso a la Orden Franciscana, pero se calcula que fue antes de 1270.
Se deduce que Joaquín de Fiore profetizó sobre él y sus seguidores, pero en realidad lo hizo sobre los «Espirituales» en general y hoy se cree que el movimiento mismo se inspiró en los escritos del fraile.

### Clareni
Él mantenía deliberadamente una pobreza extrema, según el modelo de Francisco de Asís y pensaba que los franciscanos no observaban e interpretaban correctamente la regla de san Francisco. Por ello, en los años 1270 se retiró a una ermita con algunos compañeros y formó una nueva rama de la orden conocida como los «Clareni», que observaban la pobreza extrema.
En 1279 el Papa Nicolás III ordenó a los Clareni mediante su «Exiit qui seminat», una Bula que buscaba solucionar el conflicto Fraticelli, unirse inmediatamente al cuerpo principal de los franciscanos y someterse a la obediencia del Ministro General. El movimiento desobedeció la orden papal, sabiendo que los Frailes Menores no estaban dispuestos a aceptar su interpretación extrema de la regla de san Francisco y en 1280 el ministro General Masci (más tarde el Papa Nicolás IV) hizo encarcelar por tiempo indeterminado a Clareno bajo los cargos de cisma y herejía.

### Turquía y Grecia
Estuvo preso nueve años hasta que Raymond Geoffroy, el nuevo Ministro General, ordenó su liberación en 1289 y los envió al Reino armenio de Cilicia (actual Turquía); temiendo que dejarlos en la Marca de Ancona probablemente los expondría a una persecución continua. Haitón II había pedido al Papa Nicolás IV los servicios de algunos frailes para instruir al reino y Geoffroy lo aprovechó para enviar a los Clareni bajo un supuesto destierro.
Allí Clareno enseñó cuatro años junto a Marco de Montelupone, Pedro de Macerata y Tomás de Tolentino, pero fueron agitados por los frailes locales en 1293 y citados a declarar ante Teodoro III y la corte de Chipre; donde se los trató como excomulgados y fueron desterrados a Italia. Al enterarse de que no eran bienvenidos en su patria apelaron al nuevo Papa Celestino V, por consejo de Conrado de Offida, y este les designó como protector al cardenal Napoleón Orsini y los constituyó como «Pobres Ermitaños»: un grupo separado de los franciscanos, absuelto de obediencia a superiores y que podían vivir en los monasterios de los Celestinos.
Los espirituales volvieron a ser perseguidos por el siguiente pontífice Bonifacio VIII y en 1299 Clareno se marchó a Grecia, donde adquirió un buen conocimiento del griego antiguo y se dedicó a la traducción al latín de varias obras patrísticas como «La escalera del divino ascenso» de Juan Clímaco.

### SigloXIV
Regresó a Italia en 1305, tras la muerte de Bonifacio VIII y bajo la calma del nuevo Papa Clemente V; que gobernaba desde Aviñón. En 1307 se convirtió en el jefe de todos los espirituales de las regiones de las Marcas y Umbría, cuando la Iglesia católica perdió interés en el movimiento y se centró en aniquilar a los Caballeros templarios.
En 1311 fue a Aviñón para ser juzgado por herejía y finalmente resultó absuelto después de un tedioso y escrutador examen. En 1312 permaneció casi dos meses en Mallorca con el príncipe Felipe, hijo de Jaime I de Aragón, y en 1313 se refugió en el Reino de Sicilia bajo la protección de Federico II.
En 1317 el Papa Juan XXII, en su bula «Sancta Romana», abolió todos los grupos franciscanos disidentes y los dejó en la herejía. Clareno se vio obligado a unirse a los Celestinos pero el procurador de éstos se negó y en cambio, fue recibido por los Benedictinos e ingresó al Monasterio de San Benito en la actual Subiaco. Desde allí envió cartas circulares a sus frailes que vivían dispersos en o conventos y ermitas.

### Últimos años
En 1334 Juan XXII ordenó su arresto, pero el abad se negó a entregarlo y Clareno pudo trasladarse al Reino de Nápoles. Allí la presencia de Felipe de Mallorca y de los espirituales catalanes y provenzales en la corte de la reina Sancha, le garantizó una protección continua.
Vivió según su credo en el pequeño Monasterio de Santa María dell'Aspro, localizado en Marsicovetere, donde murió a los 90 años y allí fue enterrado.

## Legado
Fue muy apreciado por la Orden mendicante y tuvo una gran amistad con Gentile de Foligno y Simón de Cascia; ambos mantenían correspondencia con Clareno y lo consideraban su consejero espiritual. Es probable que los Fraticelli a quienes Simón luego defendió con éxito contra los dominicos, en los tribunales civiles de Florencia en 1355, fueran seguidores de Clareno.
Es autor, al menos en gran parte, de la «Chronica septem tribulationum Ordinis Minorum» que registra las persecuciones sufridas por los Espirituales y explica las innovaciones realizadas durante la estancia de San Francisco en oriente. Este trabajo se caracteriza por una resistencia heroica; pero está teñido de parcialidad y amargura. Otra de sus obras importantes es la «Declaratio regulae Minorum».

### Santidad
Se le atribuyen algunos milagros que obviamente no han sido investigados por el Dicasterio de las Causas de los Santos. Es por ello que el Monasterio de Santa María dell'Aspro, descanso final de sus restos, se ha convertido en un lugar de peregrinación.